# Dioscorea glomerulata
Dioscorea glomerulata är en enhjärtbladig växtart som beskrevs av Lucien Leon Hauman. Dioscorea glomerulata ingår i släktet Dioscorea och familjen Dioscoreaceae. Inga underarter finns listade i Catalogue of Life.